# Poleñino
Poleñino es un municipio de España en la provincia de Huesca, comunidad autónoma de Aragón. Tiene un área 33,11 km² con una población de 199 habitantes (INE 2021) y una densidad de 6,19 hab/km².

## Historia
El topónimo de Poleñino se asocia desde la alta Edad Media al de Mons Polenaria, cuando aparece la primera mención en el famoso documento conocido como testamento del Diácono Vicente (570 d. C.). Prueba de ello es el yacimiento de la misma época de Mondón a 1 km del pueblo. Dicho yacimiento fue ocupado en dos fases distintas: época ibérico romana y época visigoda.
Toda la zona es abandonada a los pocos años de llegar los primeros musulmanes (s. VIII) y no es hasta principios del siglo XII cuando volvemos a encontrar documentos que hablan de Poleñino, concretamente en 1107, Alfonso I el Batallador otorga a uno de sus nobles las tierras que hay alrededor de "Mondón" para que funde el pueblo llamado de Polinyino. Se dice, y así lo cuenta Gerónimo Zurita en el s. XVI, que el propio Alfonso I murió en el pueblo, tras ser herido en el asedio de Fraga y de camino a su palacio en Huesca (1134 d. C.). Después de la refundación, encontramos documentos a lo largo de la Edad Media relacionada con el monasterio de Montearagón, ya que en algún momento sin concretar, el pueblo de Poleñino pasó a ser una de las posesiones de este.
Durante la época Moderna, dos familias de la alta nobleza tienen relación con el pueblo. En primer lugar el Duque de Villahermosa tenía tierras en la zona conocida hoy como la Huerta Vieja, y mandó realizar en 1818 un plano de toda la zona. Plano detallado y de bella factura que hoy se encuentra en el Archivo Histórico Provincial de Zaragoza. La otra familia son los Torres-Solanot, cuya casa solariega estaba en el Poleñino. Los Vizcondes de Torres-Solanot destacaron en época de la ilustración, cuando por sus ideas progresistas ejercieron cargos de poder en los gobiernos de Carlos III y Carlos IV. Uno de sus miembros más importante fue Antonio de Torres-Solanot, uno de los fundadores de lo que hoy es el Diario del Altoaragón, en 1867, además de ser el presidente de la sociedad espiritista española, dedicada al estudio de lo paranormal.
Finálmente, damos un pequeño salto hasta la época contemporánea. Durante la guerra civil española, el pueblo de Poleñino destacó debido a la instalación en la casa Torres-Solanot, del hospital militar de las Brigadas Internacionales destinadas en el frente de Huesca. Por el pueblo no solo pasaron soldados y enfermeras de medio mundo, sino que nos quedan testimonios excepcionales como el diario de Agnes Hogdson, enfermera australiana que pasó más de 5 meses en el hospital (diario editado recientemente).
Otros datos históricos de interés son la realización de la concentración parcelaria a fines de los 40, destacando por ser uno de los primeros pueblos de Aragón en que se realizó.

## Demografía
Poleñino cuenta con una población de 205 habitantes (INE 2024).
| Gráfica de evolución demográfica de Poleñino entre 1842 y 2021                                                      |
| |
| Población de derecho según los censos de población del INE Población de hecho según los censos de población del INE |

## Administración y política
| Período   | Alcalde                    | Partido |  |
| --------- | -------------------------- | ------- |  |
| 1979-1983 | Juan José Rodríguez Torres | PSOE    |  |
| 1983-1987 |                            |         |  |
| 1987-1991 |                            |         |  |
| 1991-1995 |                            |         |  |
| 1995-1999 |                            |         |  |
| 1999-2003 |                            |         |  |
| 2003-2007 |                            | PSOE    |  |
| 2007-2011 | Juan José Rodríguez Torres | PSOE    |  |
| 2011-2015 | Ester Artieda Puyal        | PP      |  |
| 2015-2019 | Ester Artieda Puyal        | PP      |  |

| Partido político    | Partido político                                   | 2003   | 2007   | 2011   | 2015   |
| Partido político    | Partido político                                   | Ediles | Ediles | Ediles | Ediles |
|                     | Partido Popular de Aragón (PP)                     | 2      | 1      | 2      | 4      |
|                     | Partido de los Socialistas de Aragón (PSOE-Aragón) | 5      | 4      | 2      | 1      |
|                     | Partido Aragonés (PAR)                             | —      | 0      | 0      | 0      |
|                     | Independientes                                     | —      | —      | 1      | —      |
|                     | Chunta Aragonesista (CHA)                          | —      | 0      | 0      | —      |
| Total de concejales | Total de concejales                                | 7      | 5      | 5      | 5      |

## Monumentos

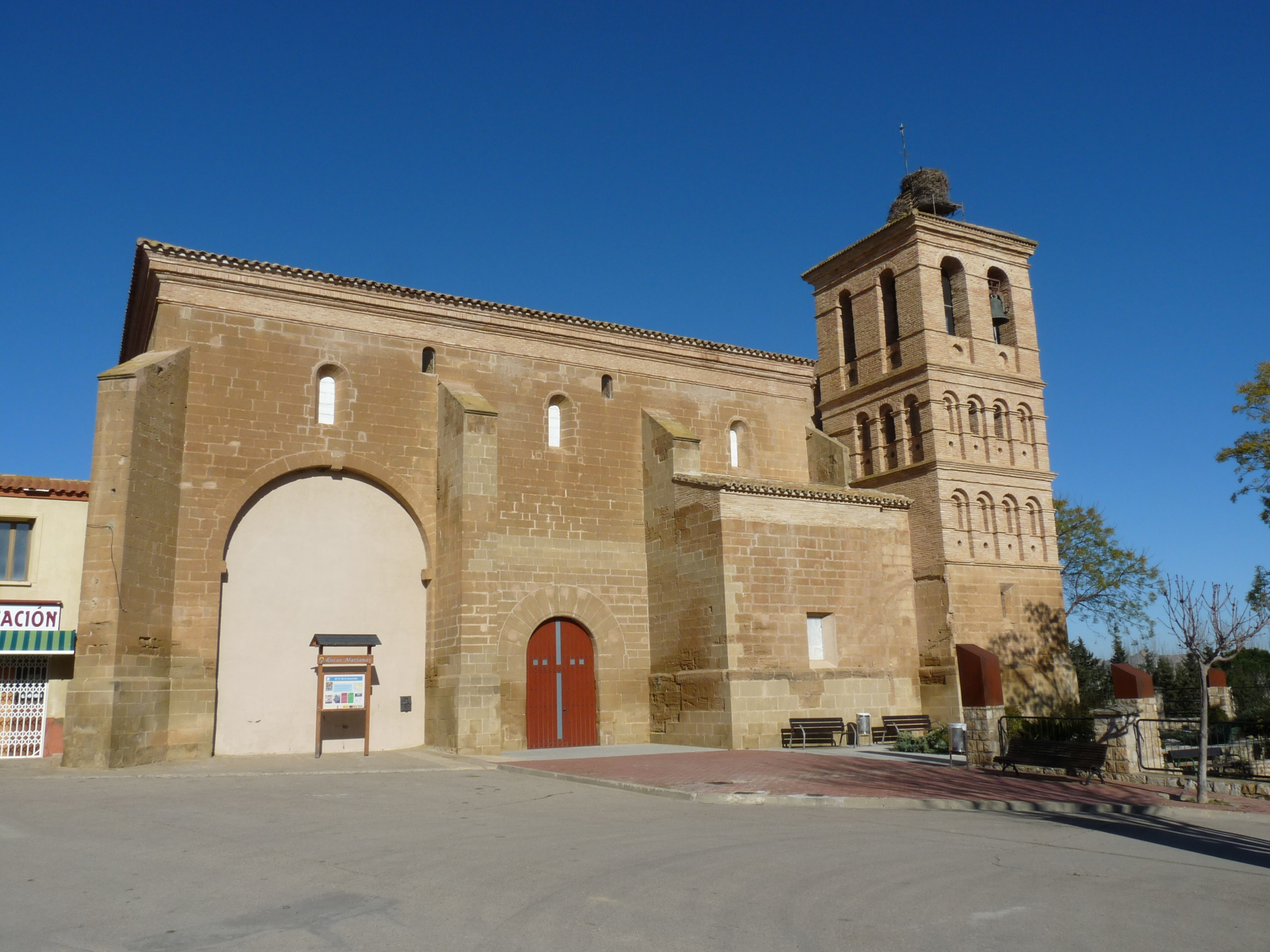
Iglesia de la Asunción

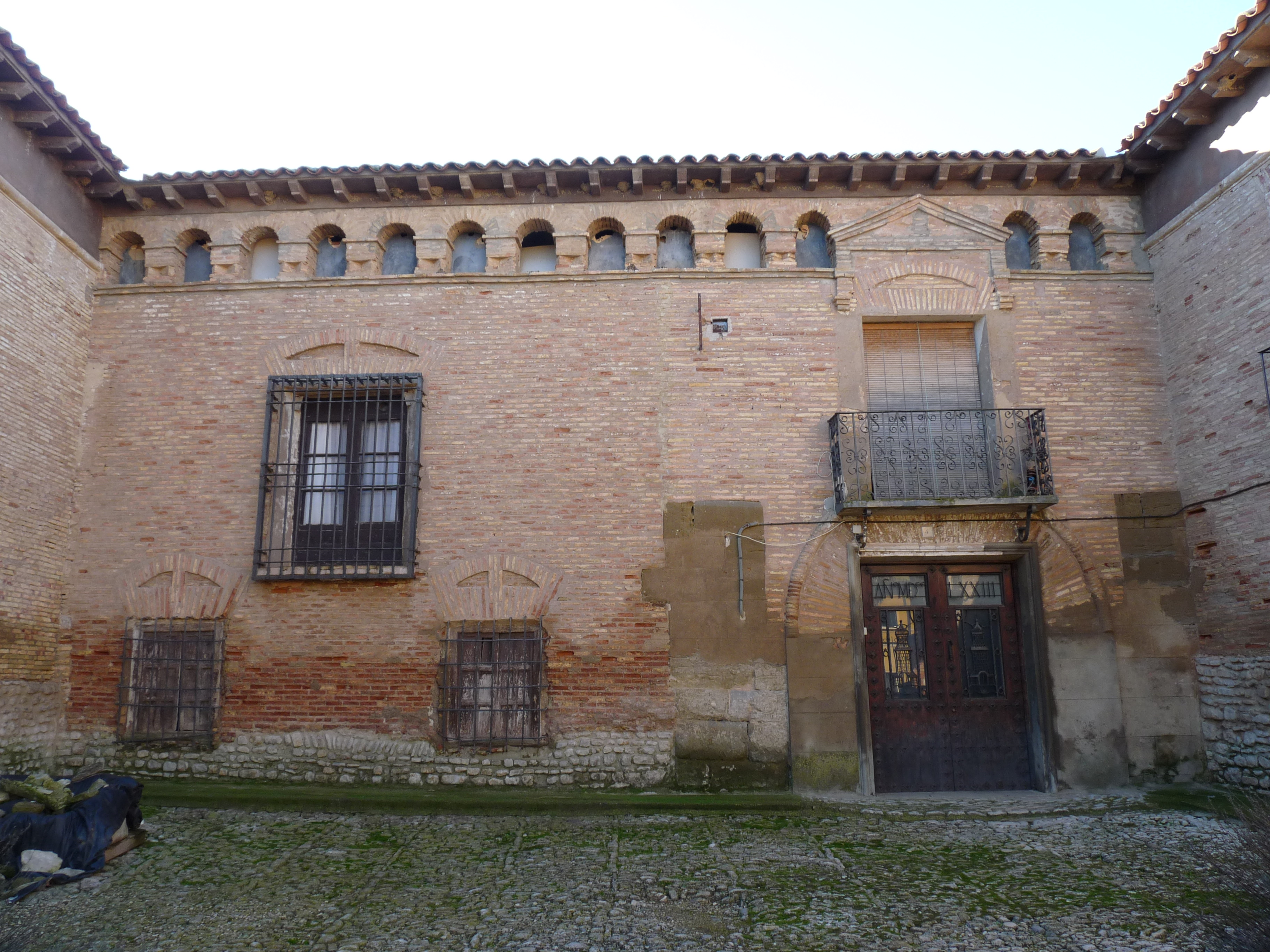
Casa-Palacio de los vizcondes de Torres-Solanot

La iglesia de Poleñino posee un doble obra, la original es del siglo XII, a medio camino entre el románico y el gótico, posee tanto arcos de medio punto como apuntados, paredes gruesas de sillar de arenisca... La segunda ampliación es del siglo XVI. La obra de estilo mudéjar, abarca la ampliación de la techumbre y la imponente torre, con tres cuerpos en ladrillo y decoración mudéjar. La planta de la iglesia, dedicada a la Asunción, es de cuerpo rectangular único, con capillas laterales, de diferentes estilos, destacando la de Torres-Solanot con esculturas barrocas, y la de al lado, neoclásica. La Guerra Civil hizo mucho daño al conjunto artístico, destruyendo el retablo mayor, numerosas esculturas barrocas, etc. La mala gestión del monumento y de sus posesiones hicieron el resto, y pocas son las obras que han sobrevivido. 
Otros monumentos del pueblo son la Casa-Palacio de los vizcondes de Torres-Solanot, del siglo XVI, con un bonito patio ventanado y una fachada de gran belleza artística. Durante la Guerra Civil, se reconvirtió en hospital militar a pocos kilómetros del frente de Aragón, su historia la recoge una enfermera australiana y se edita en el libro "A una milla de Huesca". También destacable es la ermita dedicada a Santa Brígida de época medieval.

## Lugares de interés
Como lugares naturales de interés, destacan el Salto de la Tinaja, una cascada natural que ha creado una caprichosa forma en la roca arenisca a modo de ábside, el agua corre luego hacía unos acuíferos artificiales con numerosas especies de aves e insectos. El monte de Mondón ofrece al visitante un paseo por un escenario natural de romero y tomillo, pudiendo atisbar las ruinas del antiguo pueblo, o tal vez la cantera de donde se extrajeron los sillares de la iglesia. También es una paraje natural vistoso seguir el cauce del río Flumen o la zona artificial de los nidos de cigüeñas, las cuales son propensas a la cría en Poleñino.

## Hermanamientos
- Idrac-Respaillès, Francia.[9]